# Holziken
Holziken é uma comuna da Suíça, no Cantão Argóvia, com cerca de 1.180 habitantes. Estende-se por uma área de 2,81 km², de densidade populacional de 420 hab/km². Confina com as seguintes comunas: Hirschthal, Kölliken, Muhen, Schöftland, Uerkheim.
A língua oficial nesta comuna é o Alemão.

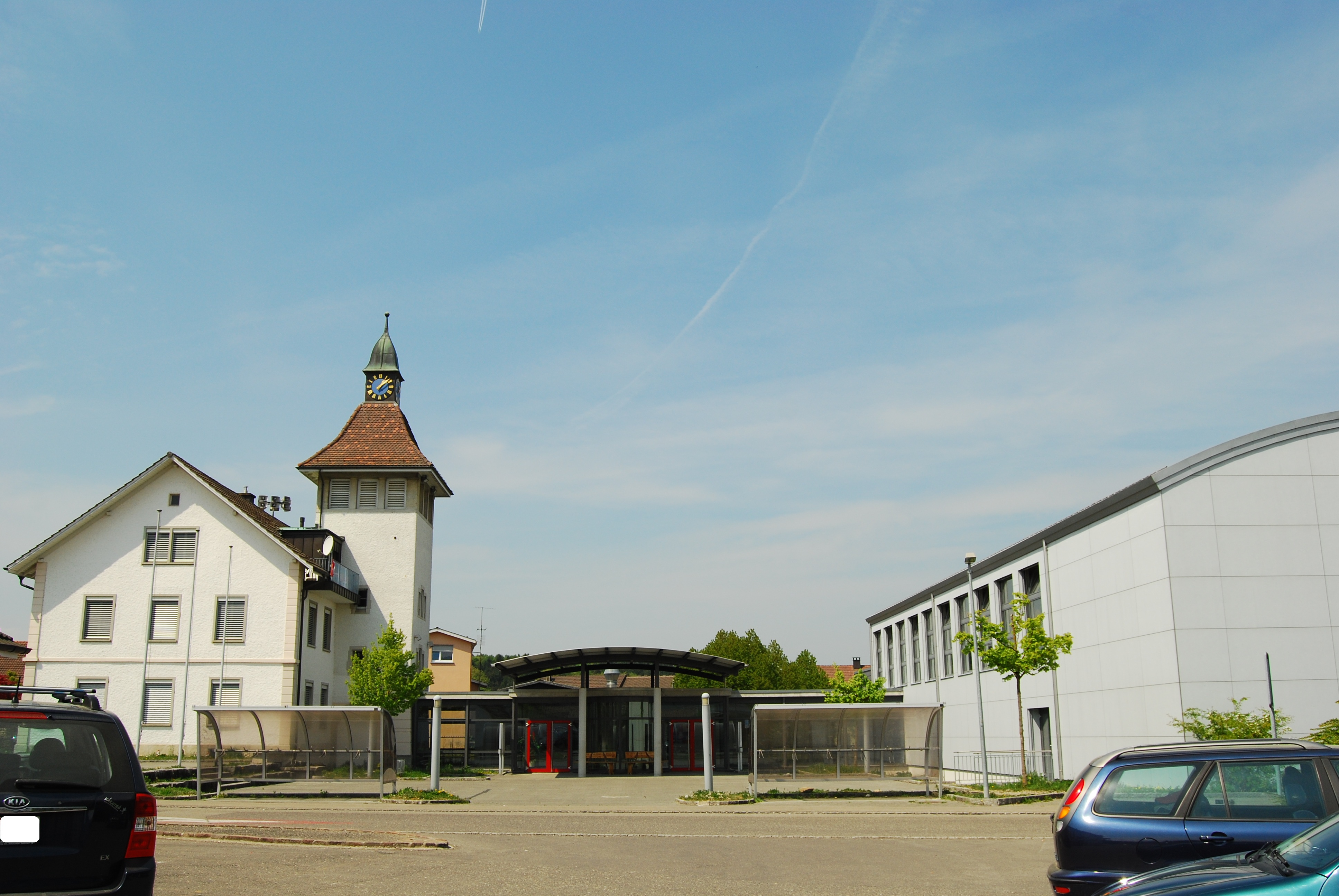
Holziken